# Martras de Garona
Martras Tolosana (francès: Martres-Tolosane) és una comuna del departament francès de l'Alta Garona, a la regió d'Occitània.